# برنامج الدكتوراه الدولي في الفيزياء الفلكية النسبية
برنامج الدكتوراه في الفيزياء الفلكية النسبية الدولي (بالإنجليزية:  International relativistic astrophysics PhD program)‏، و(اختصارًا: IRAP PhD program)، هو برنامج دكتوراه دولي مشترك في الفيزياء الفلكية النسبية أنشأته وترعاه شاركت شبكة المركز الدولي للفيزياء الفلكية النسبية. شارك البرنامج خلال 2010- 2017 في برنامج إيراسموس موندوس التابع للمفوضية الأوروبية. ولأول مرة في أوروبا منح البرنامج شهادة دكتوراه مشتركة بين المؤسسات المشاركة.

## تعليم الفيزياء الفلكية النسبية
تأسس المركز الدولي لشبكة الفيزياء الفلكية النسبية (ICRA) في عام 2005، وكُرِّس للجوانب النظرية للفيزياء الفلكية النسبية. شاركت بعض الدول والولايات مثل ولايات أرمينيا والبرازيل وإيطاليا والفاتيكان في تأسيسه، وذلك إضافةً إلى جامعة أريزونا وجامعة ستانفورد والمركز الدولي للفيزياء الفلكية النسبية. كخطوة أولى، تأسس برنامج الدكتوراه في الفيزياء الفلكية النسبية الدولية في عام 2005. ومن بين مدافعي البرنامج: ريكاردو جياكوني، وروي كير، وريمو روفيني.

## أهداف البرنامج
يمنح البرنامج شهادة دكتوراه مشتركة بين المؤسسات المشاركة.
أساس البرنامج هو الائتلاف الدولي. فهي تجمع خبرة أعضائها لإعداد العلماء في مجال الفيزياء الفلكية النسبية، والمجالات ذات الصلة من النسبية العامة، وعلم الكونيات ونظرية مجال الكم.
التنقل أحد أهداف البرنامج: كل طالب في الدكتوراه يُقبَل في البرنامج هو جزء من فريق أعضاء الائتلاف، ومن مهامه أن يزور في كل عام أحد المراكز الأخرى ليتابع التطورات في المجالات الأخرى. يُدرَّب الطلاب داخل البرنامج بشكل منهجي على تقنيات إدارة البحوث، وعلى طبيعة وتنظيم المشاريع العلمية.

## الائتلاف
نظّم المركز الدولي لشبكة الفيزياء الفلكية النسبية البرنامج مع:
- معهد ألبرت أينشتاين- بوتسدام (ألمانيا).
- المركز البرازيلي لأبحاث الفيزياء (البرازيل).
- المركز الهندي لفيزياء الفضاء (الهند).
- المعهد الوطني للدراسات الدينية (البرازيل).
- معهد الدراسات العلمية (فرنسا).
- مرصد كوت دازور (فرنسا).
- مرصد شنغهاي (الصين).
- مرصد تارتو (إستونيا).
- جامعة بريمن (ألمانيا).
- جامعة أولدنبورغ (ألمانيا).
- جامعة فيرارا (إيطاليا).
- جامعة نيس (فرنسا).
- جامعة روما «لا سابينزا» (إيطاليا).
- جامعة سافوي (فرنسا).

## الكلية
يتكون البرنامج من الأعضاء التالين اعتبارًا من عام 2015:
| جيوفاني أميلينو كاميليا                | (جامعة سابينزا في روما)                                               |
| ستيفانو أنسولدي                        | (جامعة دراسات أوديني)                                                 |
| يوليسيس باريز ألميدا                   | (المركز البرازيلي لأبحاث الفيزياء، البرازيل)                          |
| فلاديمير بيلينسكي                      | (جامعة سابينزا في روما والمركز الدولي لشبكة الفيزياء الفلكية النسبية) |
| كارلو لوسيانو بيانكو                   | (جامعة سابينزا في روما والمركز الدولي لشبكة الفيزياء الفلكية النسبية) |
| دوناتو بيني                            | معهد موري بيكون                                                       |
| سانديب كومار تشاكرابارتي               | (المركز الهندي لفيزياء الفضاء، الهند)                                 |
| باسكال شاردونيه (منسق ايراسموس موندوس) | (منسق ايراسموس موندوس)                                                |
| كريستيان تشيروبيني                     | (المجمع الطبي الحيوي في روما)                                         |
| أندرياس إيكارت                         | (جامعة كولونيا)                                                       |
| تايبولت دامور                          | (معهد الدراسات العلمية العليا)                                        |
| جان إيناستو                            | (مرصد تارتو)                                                          |
| سيرجيو فراسكا                          | (جامعة سابينزا في روما)                                               |
| فيليبو فرونتيرا                        | (جامعة فيرارا)                                                        |
| جان مارك جامبو                         | (جامعة نيس صوفيا أنتيبوليس)                                           |
| باولو جيومي                            | (وكالة الفضاء الإيطالية)                                              |
| لويس هيريرا كوميتا                     | (جامعة سالامانكا)                                                     |
| ييبنغ جينغ                             | (مرصد شنغهاي الفلكي، الصين)                                           |
| هاغن كلاينرت                           | (جامعة فراي برلين)                                                    |
| مايكل كرامر                            | (معهد ماكس بلانك لعلم الفلك الراديوي)                                 |
| جوتا كونز-درولشاجن                     | (جامعة كارل فون أوسيتزكي في أولدنبورغ)                                |
| لوكا لاماجنا                           | (جامعة سابينزا)                                                       |
| كلاوس لاميرزاهل                        | (جامعة بريمن)                                                         |
| أوليفر ليجراند                         | (جامعة نيس صوفيا أنتيبوليس)                                           |
| فرانسوا مينارد                         | مرصد نيس                                                              |
| هيرمان نيكولاي                         | (معهد ماكس بلانك للفيزياء الجاذبية، بوتسدام)                          |
| كجيل روسكويست                          | (جامعة ستوكهولم)                                                      |
| خورخي رويدا                            | (جامعة سابينزا في روما والمركز الدولي لشبكة الفيزياء الفلكية النسبية) |
| فاروخ فاكيلي                           | مرصد نيس                                                              |
| جريجوري فيريشاجين                      | (جامعة سابينزا في روما والمركز الدولي لشبكة الفيزياء الفلكية النسبية) |
| شوانغنان تشانغ                         | (معهد فيزياء الطاقة العالية- الأكاديمية الصينية للعلوم)               |

## دكتوراه إيراسموس موندوس المشتركة (2010- 2017)
أُطلِقَت برامج إيراسموس موندوس في عام 2004 بموجب إعلان بولونيا. تدعم هذه البرامج التعاون الأكاديمي والتنقل بين الدول الشريكة لتشكيل اتحاد التعليم العالي الأوروبي المشترك. شارك برنامج دكتوراه الفيزياء الفلكية النسبية خلال 2010- 2017 في برنامج إيراسموس موندوس التابع للمفوضية الأوروبية، وسجل 5 دورات للطلاب بمجموع 44 طالبًا، وكانت جامعة نيس الجامعة المنظمة المضيفة.

## برنامج كتالوك برامج امتياز الدراسات العليا- شبكة المركز الدولي للفيزياء الفلكية النسبية (2013- 2018)
وقع كل من كتالوك برامج الدراسات العليا وشبكة المركز الدولي للفيزياء الفلكية النسبية في عام 2013 مذكرة اتفاق بشأن إنشاء برنامج مشترك. يُمنَح في كل عام خمس منح دراسية للطلاب البرازيليين، وتستمر كل زمالة مدة ثلاث سنوات والشهادة النهائية دكتوراه مشتركة من قبل المؤسسات الأكاديمية المشاركة في البرنامج.

## الهيئات التعليمية والندوات
نظّمَت شبكة المركز الدولي للفيزياء الفلكية النسبية ضمن البرنامج مدارس لشهادات الدكتوراه. وهذا يتضمّن على وجه الخصوص 15 مدرسة في نيس وليز أوش- فرنسا في إطار برنامج إيراسموس موندوس للدكتوراه المشتركة:
- من 1 إلى 19 فبراير/ شباط 2010- نيس (فرنسا).
- 22- 22 مارس/ آذار2010- فيرارا (إيطاليا).
- من 6 إلى 24 سبتمبر/ أيلول 2010 -نيس (فرنسا).
- 21- 26 مارس/ آذار 2011- بيسكارا (إيطاليا).
- من 3 إلى 8 أبريل/ نيسان 2011- ليز أوش (فرنسا).
- 25 مايو/ أيّار- 10 يونيو/ حزيران 2011 (فرنسا).
- 5- 17 سبتمبر/ أيلول 2011 (فرنسا).
- من 2 إلى 7 أكتوبر/ تشرين الأول 2011- ليز أوش (فرنسا).
- 12-16 أكتوبر/ تشرين الأول 2011 - بكين (الصين).
- من 3 إلى 21 سبتمبر/ أيلول 2012- نيس (فرنسا).
- 16-31 مايو/ أيار 2013- نيس (فرنسا).
- 2- 20 سبتمبر/ أيلول 2013 - نيس (فرنسا).
- 23 فبراير/ شباط- 2 مارس/ آذار 2014- نيس (فرنسا).
- 10- 16 مايو/ أيّار 2014- ليز أوش (فرنسا).
- من 8 إلى 19 سبتمبر/ أيلول 2014- نيس (فرنسا).

شاركت شبكة المركز الدولي للفيزياء الفلكية النسبية في تنظيم ندوة مشتركة للفيزياء الفلكية في قسم الفيزياء بجامعة روما «لاسابينزا» والمركز الدولي للفيزياء الفلكية النسبية في روما. شارك جميع المؤسسات المتعاونة مع الشبكة وكذلك مراكزها في هذه الندوات عبر الفيديو.

## إحصائيات
اللغة الرسمية للبرنامج هي اللغة الإنجليزية، لكن الطلاب لديهم الفرصة لتعلم لغة البلد المضيف بعد مجموعة متنوعة من الدورات في الجامعات الشريكة.
شهد برنامج الدكتوراه اعتبارًا من عام 2015 التحاق 111 طالبًا: 1 من ألبانيا، 3 من الأرجنتين، 5 من أرمينيا، 1 من النمسا، 2 من روسيا البيضاء، 16 من البرازيل، 5 من الصين، 9 من كولومبيا، 5 من فرنسا، 5 من فرنسا، 5 من ألمانيا، 7 من الهند، 2 من إيران، 34 من إيطاليا، 2 من كازاخستان، 1 من المكسيك، 1 من باكستان، 4 من روسيا، 1 من صربيا، 1 من السويد، 1 من سويسرا، 1 من تايوان، 1 من تركيا، 1 من أوكرانيا.
خلال الفترة الممتدة بين 2011 و2015 تم النظر في أكثر من 500 طلب من 70 دولة من جميع أنحاء العالم، وتم اختيار 44 مرشح للدكتوراه؛ منهم مرشحات إناث بنسبة تقدر ما يقارب الـ 30%.